# NGC 910
NGC 910 (również PGC 9201 lub UGC 1875) – galaktyka eliptyczna (E), znajdująca się w gwiazdozbiorze Andromedy. Odkrył ją William Herschel 17 października 1786 roku.
W galaktyce tej zaobserwowano supernową SN 2008hs.